# Lijst van Filipijnse medaillewinnaars op de Zuidoost-Aziatische Spelen 2007 atletiek
Dit is een lijst van Filipijnse medaillewinnaars atletiek op de Zuidoost-Aziatische Spelen 2007
Goud 
1. Julius Felicisimo Nierras jr. - 400 m mannen (46,56)
2. Rene Herrera - 3000 m steeplechase mannen (8.54,21)
3. Henry Dagmil - verspringen mannen (7,87 m)
4. Arniel Ferrera - hamerslingeren mannen (60,98 m)
5. Marestella Torres - verspringen vrouwen (6,31 m)

Zilver 
1. Midel Dique - 800 m mannen (1.52,72)
2. Midel Dique - 5000 m mannen (14.24,71)
3. Midel Dique - 10.000 m mannen (31.16,75)
4. Danilo Fresnido - speerwerpen mannen (68,14 m)
5. Mary Grace Milgar - 400 m horden vrouwen (59,07)
6. Deborah Samson - polsstokhoogspringen vrouwen (3,90 m)
7. Rosie Villarito - speerwerpen vrouwen (50,49 m)

Brons 
1. Estafetteploeg 4x400m mannen (3.08,53)
2. Arnold Villarube Tienkamp mannen (6713 pnt)
3. Buenavista Eduardo marathon mannen (2.27,21)
4. Jobert Delicano hink-stap-springen mannen (16,07)
5. Emerson Obiena polsstokhoogspringen mannen (4,70)
6. Eliezer Sunang kogelstoten mannen (15,62 m)
7. Merledita Manipol - 10.000 m vrouwen (35.05,57)
8. Narcisa Atienza moderne vijfkamp vrouwen (5093 pnt)
9. Jho Ann Banayag marathon vrouwen (2:44.41)